# Helmut Naderer
Helmut Naderer (* 2. Oktober 1962 in Seekirchen am Wallersee) ist ein österreichischer Politiker (TEAM, ehemals BZÖ, FPÖ) und Polizeiinspektionskommandant. Naderer war von 1994 bis 2004 und von Juni 2013 bis Juni 2018 Abgeordneter zum Salzburger Landtag.

## Ausbildung und Beruf
Naderer begann seine Schulbildung zwischen 1969 und 1978 an der Volks- sowie Hauptschule in Seekirchen am Wallersee und begann danach 1978 eine Ausbildung als Tankfahrzeugtechniker. Er schloss im Jahr 1982 seine Lehrlingsausbildung ab und leistete 1982 seinen Präsenzdienst ab. Danach trat er 1983 in den Dienst der Bundesgendarmerie und absolvierte eine Ausbildung zum Gendarmeriebeamten. In der Folge arbeitete Naderer zwischen den Jahren 1984 und 1986 am Gendarmerieposten in Henndorf am Wallersee und wechselte danach von 1986 bis 1997 zum Gendarmerieposten in Eugendorf. Neben seinem Beruf bildete er sich 1992 an der Gendarmeriezentralschule in Mödling weiter, wodurch er in der Folge zwischen 1997 und 2002 den Posten des stellvertretenden Kommandanten des Gendarmeriepostens in Bergheim bei Salzburg übernehmen konnte. Danach übernahm er 2002 die Stelle des Kommandanten des Gendarmeriepostens bzw. der Polizeiinspektion. Naderer arbeitete von 2005 bis 2007 als Referent für Kommunikation im Büro von Staatssekretär Eduard Mainoni. In den Jahren von 2013 bis 2016 war er Aufsichtsrat der SFG Salzburger Flughafengesellschaft (Airport Wolfgang Amadeus Mozart) und gleichzeitig Vorsitzender des Sicherheitsausschusses und der Secport Security Services GmbH Salzburg.

## Politik
Naderer vertrat die FPÖ ab dem 2. Mai 1994 im Salzburger Landtag und übte zwischen 1995 und 2003 das Amt des Bezirksparteiobmanns der FPÖ Flachgau aus. Er war zudem innerparteilich zwischen 1997 und 2003 als stellvertretender Landesparteiobmann der FPÖ Salzburg aktiv und fungierte von 1995 bis 2003 als stellvertretender FPÖ-Klubobmann. 2003 folgte sein Ausschluss beziehungsweise sein Austritt aus der FPÖ, wobei er 2003 Landessprecher der Freien Demokraten Salzburg (FDS) wurde. Lokalpolitisch engagierte sich Naderer ab 1989 als 1989 Mitglied der Gemeindevertretung von Seekirchen am Wallersee, wobei er von 1990 bis 2004 das Amt des Vizebürgermeisters innehatte. 2004 wurde er zum Stadtrat der Freien Demokraten Salzburg gewählt. Naderer schied per 25. August 2003 aus dem FPÖ-Landtagsklub aus und übte in der Folge sein Mandat als freier Abgeordneter bis zum 27. April 2004 aus.
2008 kam es zur Verschmelzung der Freien Demokraten Salzburg und der FPÖ Seekirchen zu den „Freien Wählern Seekirchen“. Naderer fungiert dabei als Listenerster der Freien Wähler und bekleidet das Amt des Stadtrats und Vizebürgermeisters, ist Ressortleiter für Gesundheit, Umwelt, Sport und Bäder sowie Vorsitzender der Sport GmbH Seekirchen.
Im März 2013 trat er in das Team Stronach ein. Bei den Salzburger Landtagswahlen am 5. Mai 2013 kandidierte Naderer auf Listenplatz 3 für die Partei und zog auch in den Landtag ein. Dort fungiert er als Klubobmann seiner Partei. Im Oktober 2013 löste er Hans Mayr als Landesparteiobmann des Team Stronach Salzburg ab.
Nachdem die Bundespartei ihre Auflösung beschlossen hatte, gab Naderer die Umbenennung des Team Stronach Salzburg in Freie Wähler Salzburg (FWS) bekannt. Unter diesem Namen wollte er auch bei der Landtagswahl in Salzburg 2018 antreten. Nach der Landtagswahl schied er aus dem Landtag aus.

## Privates
Naderer ist verheiratet und Vater eines Sohnes und einer Tochter. Er absolvierte 1985 die Fußball-Landestrainerprüfung und war in
der Folge Jugend- und Damentrainer. Zudem war er über zehn Jahre Präsident des SV Seekirchen. Seit 2009 Vizepräsident der Salzburg-Friulanischen Gesellschaft.

## Belege
1. ↑  Streit im Team Stronach Salzburg. ORF, 1. September 2015, abgerufen am 22. Oktober 2017.
2. ↑  Team Stronach Salzburg benennt sich um. In: Die Presse. 27. Juli 2017, abgerufen am 22. Oktober 2017.
3. ↑  Die Neuen haben im Landtag die Mehrheit. Salzburger Landeskorrespondenz vom 12. Juni 2018, abgerufen am 12. Juni 2018.

| Personendaten    | Personendaten                                                     |
| ---------------- | ----------------------------------------------------------------- |
| NAME             | Naderer, Helmut                                                   |
| KURZBESCHREIBUNG | österreichischer Politiker (BZÖ, FPÖ, TEAM), Landtagsabgeordneter |
| GEBURTSDATUM     | 2. Oktober 1962                                                   |
| GEBURTSORT       | Seekirchen am Wallersee                                           |